# 梨酯
梨酯（英語：pear ester，或称为反-2-顺-4-癸二烯酸乙酯）是一种分子式为C12H20O2的有机化合物，带有梨的气味和味道，因而得名。